# Katholieke Universiteit Leuven
Katolická univerzita v Lovani (nizozemsky Katholieke Universiteit Leuven) je nizozemskojazyčná (vlámská) univerzita, která vznikla rozdělením v důsledku národnostního schizmatu na původní historické Katolické univerzitě v Lovani z roku 1968. Zůstala na stejném místě, zatímco frankofonní (valonská) část se přestěhovala do nově postaveného města Louvain-la-Neuve (Nová Lovaň), 20 km na jih od Bruselu.

## Různé univerzity v Lovani
Město Lovaň bylo sídlem tří různých univerzit.

### Stará univerzita v Lovani
Stará univerzita v Lovani (neboli Studium Generale Lovaniense) byla založena v roce 1425 vévodou Janem IV. Brabantským, brabantskými civilními úřady a městskou správou města Lovaně, navzdory počátečnímu odporu kapituly Sint-Pieter. Po staletí univerzita vzkvétala díky přítomnosti slavných učenců a profesorů, jako byli Adriaan Florenszoon Boeyens (papež Hadrián VI.), Erasmus Rotterdamský, Joannes Molanus, Juan Luis Vives, Andreas Vesalius a Gerhard Mercator.
Po francouzské revoluci byla univerzita formálně integrována do Francouzské republiky, když císař Svaté říše římské František I. postoupil tehdejší rakouské Nizozemí Francii mírem v Campo Formio podepsaným 17. října 1797. V platnost vstoupil zákon z roku 1793, který nařizoval uzavření všech univerzit ve Francii. Stará univerzita v Lovani byla zrušena výnosem departementu Dyle dne 25. října 1797.

### Státní univerzita v Lovani
Několik let po skončení francouzské nadvlády, když byla Belgie součástí Spojeného království nizozemského, založil král Vilém I. Nizozemský v roce 1817 sekulární univerzitu v Lovani, Státní univerzitu v Lovani, kde působilo mnoho profesorů, kteří původně vyučovali na staré Univerzitě v Lovani. Tato univerzita byla zrušena v roce 1835.

## Sídlo

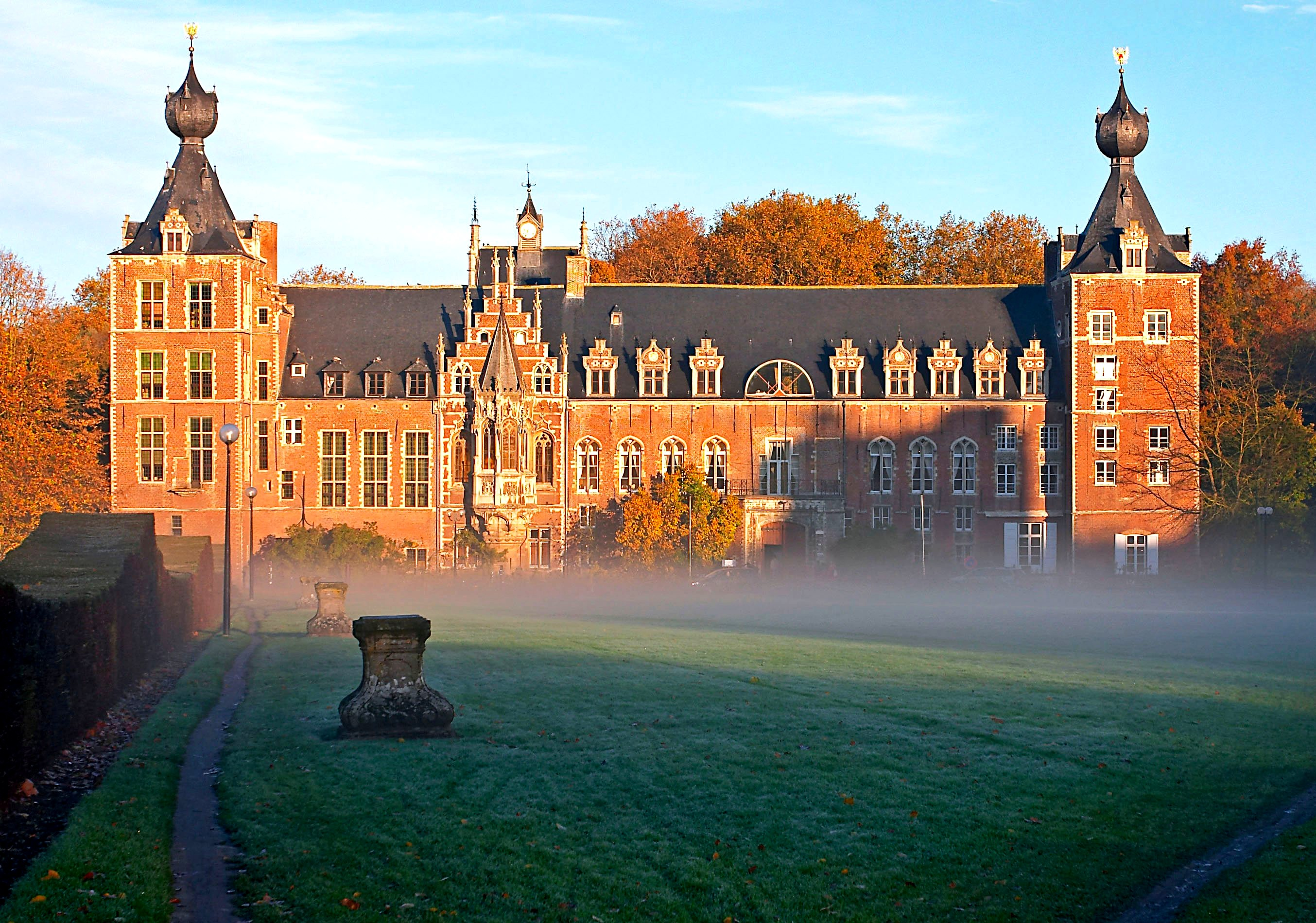
Zámek Arenberg

Hlavní budovou a sídlem rektorátu je historický zámek Arenberg (Aremberg), který univerzita získala roku 1921. K dalším společným zařízením patří gotická budova univerzitní knihovny (foto v infoboxu) a kostel. Každá ze 13 fakult má své vlastní budovy.

## Někteří absolventi (výběr)
- Gustavo Gutiérrez - peruánský teolog
- Kurt Waldheim - prezident NSR
- Koen Lenaerts - belgický právník
- Abdul Kádir Chán - jaderný fyzik, zakladatel pákistánského jaderného programu

- Vladimír Dlouhý, český politik v letech 1977-1978 usiloval o získání titulu MBA.[1]